# 血、汗、涙
「血、汗、涙」（ち、あせ、なみだ）は、 BTS（防弾少年団）の日本での7枚目のシングル。2017年5月10日に発売。韓国にて発売された2ndアルバム『WINGS』のタイトル曲である『피 땀 눈물 (Blood Sweat & Tears)』の日本語バージョンである。

## CD
1. 血、汗、涙 -Japanese ver.-
2. Not Today -Japanese ver.-
3. Spring Day -Japanese ver.-（初回限定盤Cのみ収録）

## DVD

### 初回限定盤A
1. Blood Sweat & Tears -Music Video-
2. 血、汗、涙 -Music Video-

### 初回限定盤B
1. 血、汗、涙 –Making of Music Video-
2. 血、汗、涙 –Making of Jacket Photos-